# آبشار شلماش
آبشار شلماش از مهم‌ترین آبشارهایی است که در سطح استان آذربایجان غربی و در شهر سردشت جاری است. آبشار شلماش با دره‌ای سرسبز در کنار جنگل‌های پراکنده، در نزدیکی شهر سردشت واقع شده و از شاخه‌های رودخانه زاب کوچک محسوب می‌شود.
این آبشار که در واقع از سه آبشار تشکیل شده هم‌اکنون به صورت منطقه‌ای تفریحی درآمده که همه ساله به خصوص در فصل گرما هزاران نفر از مناطق مختلف  برای دیدن آن عازم سردشت می‌شوند. سه آبشار به ترتیب و پشت سر هم قرار گرفته‌اند که اولین آن‌ها در نزدیکی محل توقف و پارکینگ قرار گرفته‌است. برای دیدن دو آبشار بعدی باید مسافتی نسبتاً زیاد را پایین رفته و وارد دره‌ای عمیق شوید. در حال حاضر با احداث پله و حصارهایی بالا و پایین رفتن از دره راحت‌تر و کم خطر تر شده‌است.
در فصل بهار این آبشار پر آبترین روزهای خود را می‌گذراند. آب و هوای منطقه تا اواسط اردیبهشت هم سرد است ولی از اول خرداد ماه به بعد تا اواسط پاییز می‌تواند موقع مناسبی برای سفر به این منطقه باشد.
مسیر سردشت به آبشار شلماش مسیر زیبا و پر درختی است. جاده مذکور آسفالت و مناسب بوده و تا آبشار مدت ٢٠ دقیقه می‌باشد.